# Antoine Arnauld den yngre
Antoine Arnauld den yngre, född 5 februari 1612 i Paris, död 8 augusti 1694 i Bryssel, var en fransk teolog, filosof och matematiker. Han var son till Antoine Arnauld den äldre och bror till Marie Angélique Arnauld. 

## Biografi
Arnauld blev 1643 doktor vid Sorbonne och framträdde vid samma tid som de franska jansenisternas främsta ledare i deras kamp mot jesuiterna, prästerskapet och regeringen samt tillika en av de verksammaste främjarna av den andliga rörelse, som utgick från cisterciensklostret Port-Royal. 
Genom jesuiternas bedrivande utstött från Sorbonne, där han var lärare, fortsatte han sin litterära verksamhet, som huvudsakligen var av polemisk art. Han låg i stid med såväl Descartes och Malebranche som Leibniz. Hans arbete Logique de Port Royal (1662) har utgivits i många upplagor.
Arnauld biträdde senare i den så kallade clementinska freden som 1668 slöts mellan jansenisterna och påven Clemens IX. När den jansenistiska fejden 1679 bröt ut på nytt, var Arnauld tvungen att fly till Spanska Nederländerna, där han ägnade sig åt författarskap fram till sin död.